# 北新宿
北新宿（日语：／ Kita-shinjuku */?）是東京都新宿區的町名。人口25,076人（2013年8月1日）。郵遞區號169-0074。

## 地理
北新宿是由青梅街道、稅務署通、小瀧橋通、神田川所圍繞的區域，面積0.90平方公里。位於新宿區西部，西北與北鄰中野區東中野，東北接高田馬場，東連百人町，南通西新宿，西鄰中野區中央。
過去是柏木二～四丁目全體與五丁目部分地區。長久以來就是住宅地與中小型商店街密集的區域。2011年5月，高層大樓新宿Front Tower（日语：新宿フロントタワー）完工。

### 河川、橋梁
- 神田川
  - 淀橋（青梅街道）
  - 末廣橋（大久保通）
  - 小瀧橋（小瀧橋通）

## 歷史

### 沿革
- 1878年11月2日 - 郡區町村編制法施行，為南豐島郡柏木村。
- 1889年5月1日 - 町村制施行，南豐島郡淀橋町成立，為淀橋町大字柏木。
- 1932年10月1日 - 淀橋町編入東京市，東京市淀橋區成立。大字柏木為柏木一～五丁目。
- 1971年1月1日 - 實施住居表示，柏木二～四丁目與五丁目一部分成立北新宿一～四丁目。（柏木一丁目是現在的西新宿七、八丁目）

### 地名由來
位於新宿站以北而得名。

## 設施

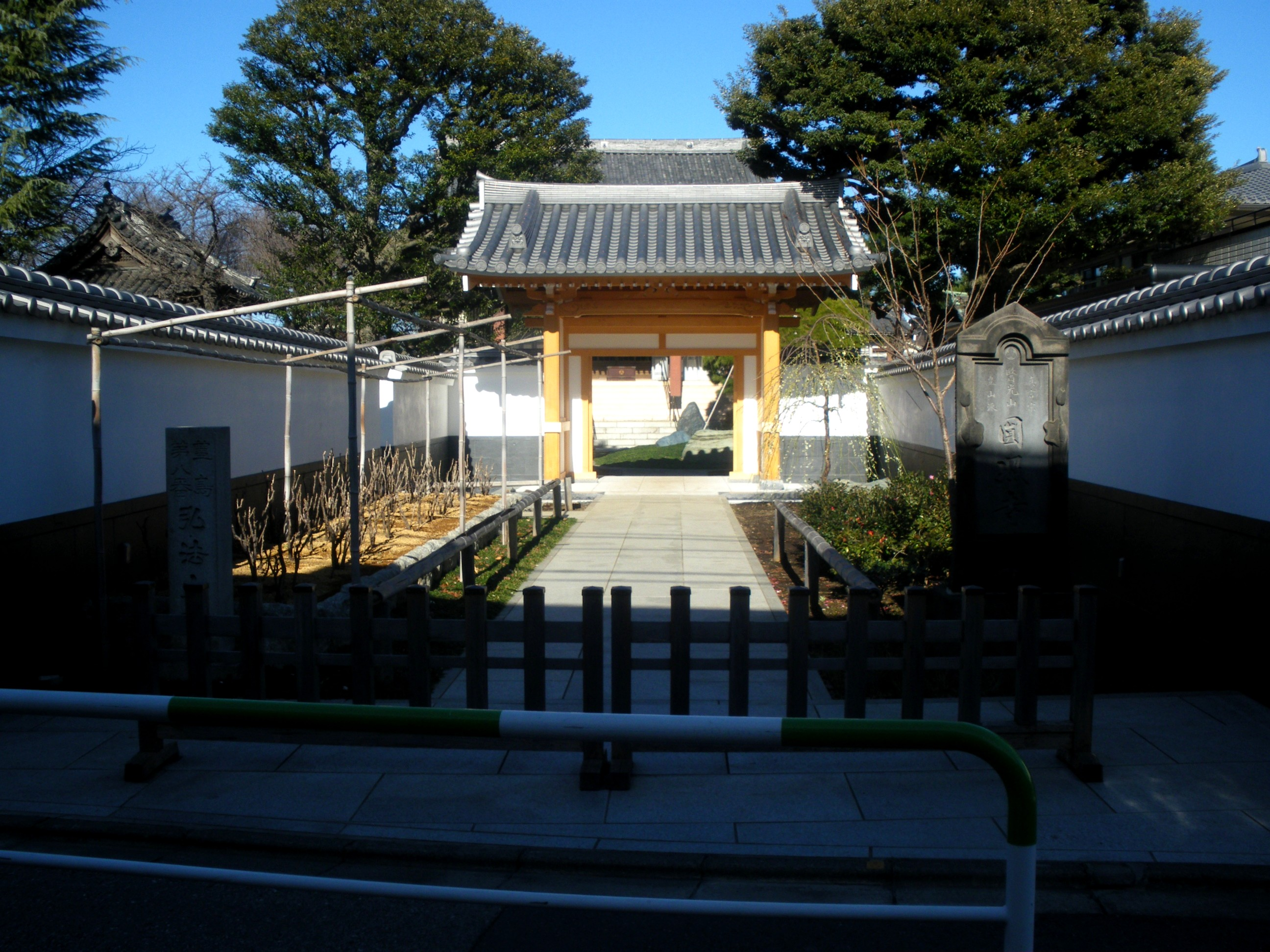
圓照寺

公共設施
- 新宿稅務署
- 東京法務局新宿出張所
- 東京都中央卸賣市場淀橋市場
- 東京消防廳第四消防方面本部新宿消防署
- 新宿區柏木特別出張所
- 新宿區立柏木小學校
- 新宿區立淀橋第四小學校
- 新宿區立北新宿圖書館
- 北新宿公園

宗教設施
- 鎧神社
- 圓照寺
- 約翰早稻田基督教會

## 知名人物
- 6代目三遊亭圓生 - 居住於本地。人稱「柏木的師匠」。
- 乾貴美子 - 藝人。居住於本地。
- 篠山紀信 - 攝影師。（東京市淀橋區柏木出身）
- 鹿野忠雄 - 博物學者、探險家。（東京市淀橋區柏木出身）

## 備註
1. ↑  『角川日本地名大辞典 13　東京都』、角川書店、1991年再版、P873
2. ↑  .   [2013-08-10]. （原始内容存档于2014-08-19）.

## 外部連結
- 新宿區柏木特別出張所